# Sparta (Carolina do Norte)
Sparta é uma cidade no Condado de Alleghany, na Carolina do Norte, nos Estados Unidos. A população era de 1.770 no censo de 2010. É a sede do Condado de Alleghany.

## História
James H. Parks, um empresário cujo comércio ficava perto da localização atual da loja ABC, era um dos três homens que doaram terras para a sede do condado em 1866. Parks é creditado como quem sugeriu o nome de "Sparta", em homenagem à cidade-estado grega.
Negócios notáveis estabelecidos em Sparta incluíam The Alleghany News (1889), o Banco de Sparta (1902), e a segunda loja comprada pela gigante do ramo de materiais de construção Lowe's (1949). O primeiro shopping center de Sparta, Trojan Village, foi aberto em 1977, seguido por Sparta Plaza em 1986.
O Tribunal do Condado de Alleghany e a Jarvis House estão listados no Registro Nacional de Lugares Históricos.
Em 9 de agosto de 2020, a cidade foi o epicentro de um terremoto moderado que chegou até a Geórgia. O terremoto, que foi registrado como 5.1 na escala Richter, foi o maior terremoto ocorrido na Carolina do Norte em mais de 100 anos.

## Geografia
Sparta está localizada em 36° 30′ 20″ N, 81° 07′ 18″ O (36.505639, -81.121718).
De acordo com o Departamento do Censo dos Estados Unidos, a cidade tem uma área totalizando 6.2 km² (2.4 milhas), da qual 0.02 km² (0.0077 milhas), ou 0.32%, é água.

## Demografia
Segundo o censo de 2010, havia 1.817 pessoas, 825 residências, e 441 famílias na cidade. A densidade populacional era de 296.0 por quilômetro quadrado (765.2/mi2). Havia 922 unidades habitacionais em uma densidade média de 150.2 por quilômentro quadrado (388.3 mi2). A diversidade racial da cidade era de 94.06% brancos, 1.98% afro-americanos, 0.17% nativos americanos, 0.55% asiáticos, 0.06% naturais das ilhas do oceano Pacífico, 2.20% de outras raças, e 0.99% de duas ou mais raças. Hispânicos ou latinos de qualquer raça somavam 7.71% da população.
Havia 825 residências, das quais 22.5% tinham crianças abaixo dos 18 anos de idade, 39.0% eram de casais casados vivendo juntos, 12.0% tinham uma mulher sem um marido presente, e 46.5% não eram compostas por famílias. 41.9% de todas as residências eram compostas por indivíduos e 22.5% tinham alguém com 65 anos ou mais morando sozinho. O número médio de moradores em uma residência era de 2.01 e o tamanho médio de uma família era 2.71.
Na cidade, a população era composta por 18.1% abaixo dos 18 anos, 8.3% de 18 a 24, 24.3% de 25 a 44, 25.3% de 45 a 64, e 24.1% que tinham 65 anos de idade ou mais. Para cada 100 mulheres com 18 anos ou mais, havia 80.1 homens.
A renda média por residência na cidade era de US$ 22.474, e US$ 37.596 por família. Homens tinham uma renda média de US$ 23.304 e as mulheres US$ 18.281. A renda per capita da cidade foi de US$ 14.237. Cerca de 10.6% das famílias e 18.3% da população estavam abaixo da linha de pobreza, incluindo 17.0% daqueles com menos de 18 anos e 33.0% daqueles com 65 anos ou mais.

## Locais notáveis
O Museu do Bule de Chá de Sparta (agora permanentemente fechado)

## Pessoas notáveis
- Octavia Jordan Perry, escritora; inspirada por verões que passou em Sparta.
- Del Reeves, cantor country nascido em Sparta em 14 de julho de 1932.

## Na cultura popular
- Sparta foi afirmada ser a cidade natal de Charlotte Simmons no romance de Tom Wolfe, I Am Charlotte Simmons.
- O infame vídeo alternativo de "Can't Tell Me Nothing" do rapper Kanye West foi gravado em uma locação do Condado de Alleghany próximo de Sparta, na Carolina do Norte. O vídeo estrela o ator e comediante Zach Galifianakis, assim como o artista indie folk Will Oldham. Galifianakis foi abordado por West após um show de stand-up e convidado a "produzir e atuar em um vídeo para ele". Galiafianakis recebeu completa autoridade sobre o conteúdo do vídeo. O vídeo tem a participação de várias pessoas locais, incluindo um grupo jovem de sapateadoras da área.